# Gallitellia
Gallitellia es un género de foraminífero planctónico clasificado dentro de la familia Guembelitriidae, de la superfamilia Heterohelicoidea, del suborden Globigerinina y del orden Globigerinida. Su especie tipo es Guembelitria? vivans. Su rango cronoestratigráfico abarca desde el Pleistoceno hasta la Actualidad.

## Descripción
Gallitellia incluye especies con conchas triseriadas, de forma subcónica globular, o con un estadio multiseriado final; sus cámaras son subesféricas, creciendo en tamaño de manera rápida; sus suturas intercamerales son muy incididas; su contorno ecuatorial es subtriangular lobulado; su periferia es redondeada; su abertura principal es interiomarginal, umbilical, con forma de arco amplio, sin labio; presentan pared calcítica hialina, fina, finamente perforada con poros cilíndricos, y superficie lisa (traslúcida) o ligeramente granulada.

## Discusión
Clasificaciones posteriores han incluido Gallitellia en el orden Heterohelicida. Tiene una posición taxonómica incierta, ya que es tradicionalmente incluido en la familia Guembelitriidae pero su rango cronoestratigráfico está desconectado del resto de guembelítridos y se desconoce su verdadero origen filogenético. Gallitellia ha sido considerado homónimo posterior del coral escleractinio Gallitellia Cuif, 1977, y se ha propuesto como nombre sustituto a Neogallitellia.

## Paleoecología
Gallitellia incluye especies con un modo de vida planctónico, de distribución latitudinal tropical-subtropical, y habitantes pelágicos de aguas intermedias e profundas (medio mesopelágico a batipelágico superior).

## Clasificación
Gallitellia incluye a las siguientes especies:
- Gallitellia vivans